# ジプシー女
『ジプシー女』（ジプシーおんな、仏: La Bohémienne、英: The Gipsy Girl）は、17世紀オランダ黄金時代のハールレムの巨匠フランス・ハルスが1628-1630年に板上に油彩で描いた絵画である。委嘱された肖像画ではなく、トローニー (顔の表情と珍しい衣装を描いた習作) であるが、ハルスが制作していた時代には、このように公の場で胸を見せるような衣装は普通のものではなかった。本作は、リベーラの『えび足の少年』、レンブラントの『ダビデ王の手紙を手にしたバテシバの水浴』、ヴァトーの『ピエロ』などを含む583点からなるフランス人医師ルイ・ラ・カーズのコレクションにあったが、1859年、そのコレクションがすべてパリのルーヴル美術館に寄贈されて以来、ルーヴル美術館の所蔵となっている。

## 作品
この絵画は、オランダの美術史家ホフステーデ・デ・フロートにより、1910年に記述され、以下のように書かれている。

119番。ジプシー女。B. 41、M. 263。半身像。等身大。笑って、ほぼ顔の全体を見せているジプシー女が右下を向いている。彼女の茶色い髪は肩の上に下がっている。胸を露出させている白いシュミーズの上に赤い胴着を着ている。黄ばんだ肌の色調。素晴らしい絵画。

ホフステーデ・デ・フロートは、本作のモデルが身に着けているドレスがハルスの他の2点に描かれているドレスに似ていることに着目した。そして、デ・フロートは、それら2点を本作の両側に記述した (目録番号118、120)。

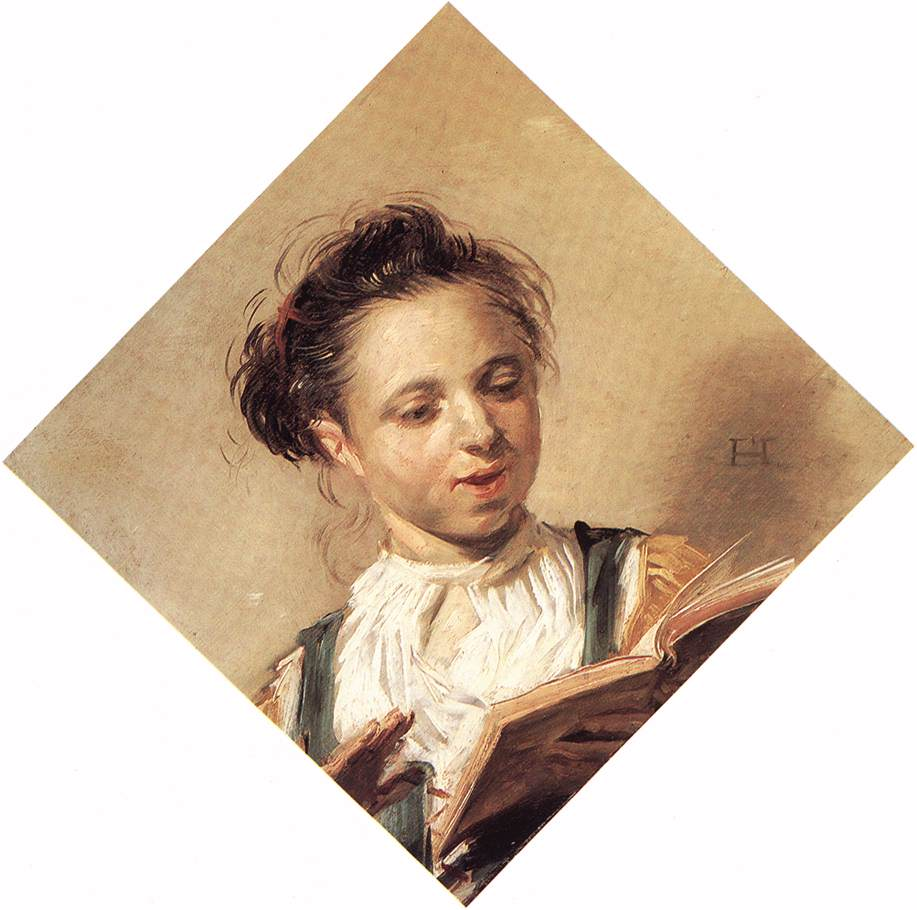
ホフステーデ・デ・フロートの目録118番: フランス・ハルス『歌う少女』 緑色のチュニックの下のボタンで留めたシュミーズ。
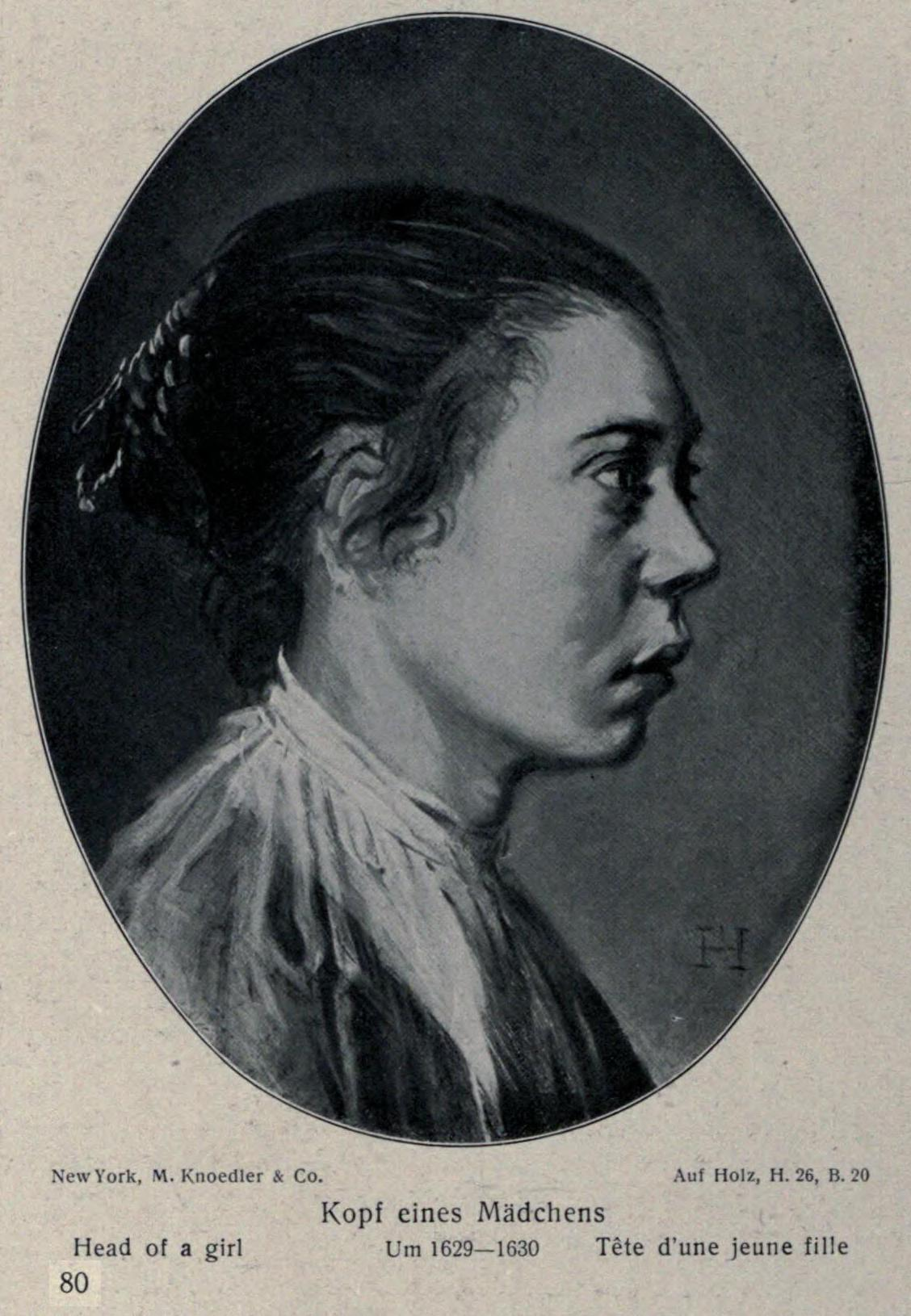
ホフステーデ・デ・フロートの目録120番:『右を向いている女の肖像』暗色の服の上にはおった繊細で透明なシュミーズを着ている。

本作は、1782年、パリで最初に記録され、以降、あらゆるハルスの目録は本作を含んでいる。1962年の展覧会の目録で、エントリー番号23とされた本作の解説によれば、輝く光の中に、かつて胸の両側にあった斜めの筆触が見えるが、これは、ハルスが最初、彼女のはだけた胸をより控えめにしていたことを示している (このことはX線の解析でも裏付けられている)。ハルスは通常、一気呵成に塗り重ねて作品を描いていたので、 この発見は、モデルのふしだらな女性の肖像を描く際におそらくハルスがある種の躊躇をしていたことの証左である。とはいえ、当時、そのような主題は一般的なものであった。
本作は、ハルスがイタリア・バロック絵画の巨匠カラヴァッジョの影響を強く受けていた初期に制作された風俗画のうちの1点である。技法的にも、大きな荒い筆致で素早く描かれた衣服や、下塗りが透けて見える背景の処理はハルスの初期に特有のものであるが、生命力の塊のような奔放な娘を描いた本作にはそれがことのほか似つかわしい。庶民の旺盛な活力をこれほど単刀直入に描いた絵画はそれまでになかった。

## 歌
『ジプシー女』は、最近の国際的な展覧会には出品されておらず、最後に貸し出されたのは1962年のフランス・ハルス美術館におけるフランス・ハルス展の折であった。その時、本作はシンガーソングライターのレナールト・ネイフを触発し、彼はモデルの女性について歌を作ったが、展覧会に出品された別の作品名に従い、誤って『マッレ・バッベ』(ベルリン絵画館) という題名にしてしまった。 歌は、本作の女の艶めかしく、強い官能性を賞賛している。このみだらな歌は、1975年、オランダでロブ・デ・ネイスのヒット曲となり、今でも他のアーティストたちによりさまざまなヴァージョンで非常に人気が高い。そのため、今日でも本作は、ときどき『マッレ・バッベ』と呼ばれている。古文書には本作のいかなる名称もないが、さまざまな美術史家は、彼女は娼婦であったと推測している。乱れた髪や大胆に広く開けられた胸元から見て、娼婦である可能性は高い。彼女がジプシーであると推測する本当の理由はない。